# Žvirgždaičiai
Žvirgždaičiai är en ort i Marijampolė län i södra Litauen. Enligt folkräkningen från 2011 har staden ett invånarantal på 242 personer.